# Beautiful Vision
Beautiful Vision är ett musikalbum av Van Morrison, lanserat 1982. Albumet är starkt inspirerat av keltisk musik och jazz och Morrisons tidigare fascination för R&B är nedtonad. Textmässigt präglas albumet av ett spirituellt sökande. Låtarna "Cleaning Windows" och "Scandinavia" släpptes som singlar, och spåret "Vanlose Stairway" har blivit en av Morrisons mest framförda låtar under konsert. Mark Knopfler gästar albumet på gitarr på två spår.
Albumet fick generellt bra kritik, bättre än föregångaren Common One, och sålde även bättre än detta. Trots det blev bara en måttlig kommersiell framgång i USA och Storbritannien. Det sålde något bättre i några andra europeiska länder som Norge och Nederländerna. Albumet släpptes på bolaget Mercury Records i alla länder utom USA och Kanada där det gavs ut på Warner Bros.
Det listades på plats 28 i 1982 års Pazz & Jop-lista.

## Låtlista
(låtar utan angiven upphovsman skrivna av Van Morrison)
1. "Celtic Ray" — 4:11
2. "Northern Muse (Solid Ground)" — 4:05
3. "Dweller on the Threshold" (Morrison, Hugh Murphy) — 4:49
4. "Beautiful Vision" — 4:08
5. "She Gives Me Religion" — 4:33
6. "Cleaning Windows" — 4:43
7. "Vanlose Stairway" — 4:10
8. "Aryan Mist" (Morrison, Murphy) — 4:00
9. "Across the Bridge Where Angels Dwell" (Morrison, Murphy) — 4:31
10. "Scandinavia" — 6:41

## Listplaceringar
- Billboard 200, USA: #44[2]
- UK Albums Chart, Storbritannien: #31[3]
- Nederländerna: #25[4]
- Nya Zeeland: #13[5]
- VG-lista, Norge: #9[6]
- Topplistan, Sverige: #36[7]